# Quinto Lólio Úrbico
Quinto Lólio Úrbico foi um general e político do Império Romano, entre outros governador da província romana da Britânia entre 139 a 142. Durante seu governo, realizou uma grande campanha militar no norte da ilha (Caledônia e Nortúmbria) e foi responsável pela construção da Muralha de Antonino.